# Journal du voleur
Journal du voleur est un ouvrage autobiographique de Jean Genet publié en 1949.

## Résumé
Âgé de trente-cinq ans, le narrateur, Jean, évoque sa vie de 1932 à 1940. Il raconte son existence de misère en Espagne, dans le quartier interlope du Barrio Chino à Barcelone, où il partage les mœurs de la vermine avec Salvador, son amant crasseux, qu’il délaisse pour Stilitano, le manchot magnifique, maquereau et traître.
Abandonné par ce dernier, le narrateur raconte son dénuement sur les routes andalouses. Il fait part de ses pérégrinations en France, en Italie et en Europe centrale, où il rencontre Michaelis, chanteur des rues, amant puis compagnon de prison. Il évoque Java, ancien Waffen SS, traître qu’il admire. En 1936, à Anvers, il retrouve Stilitano enrichi par le trafic d’opium et la prostitution masculine. Armand, incarnation de la « brute parfaite », devient son amant, et avec Stilitano et Robert, dont il jalouse la complicité, il détrousse les pédérastes. Stilitano le pousse à trahir Armand. Il les abandonne et revient à Paris. Il évoque aussi sa rencontre, lors d’un séjour à Marseille, avec le policier Bernardini, qui l’a fasciné et dont il est devenu plus tard l’amant. À la Santé, il rencontre Guy avec lequel il a la révélation profonde du cambriolage. Avec Lucien, docile amant, il connaît la tranquille tendresse, mais cet amour le rapproche de la morale et lui fait connaître le regret de sa légende. Après une métaphore poétique sur l'enfermement au bagne de Guyane, il annonce un second tome au journal : « Affaires de mœurs ». 

Dans ce journal, qui ressortit en fait au genre de l’autofiction (le narrateur s’identifie à l’auteur mais réinvente les faits à sa guise), Genet expose à la fois les principes de sa poétique et les fondements d’une éthique subversive. Comme dit Jean, le narrateur : 
« Abandonné par ma famille il me semblait déjà naturel d'aggraver cela par l'amour des garçons et cet amour par le vol, et le vol par le crime ou la complaisance du crime. Ainsi refusai-je décidément un monde qui m'avait refusé. [...] Ce livre, « Journal du Voleur » : poursuite de l'Impossible Nullité. »

## Commentaires
Dans la préface qu'en font Sartre et Beauvoir, le lecteur est mis en garde : il ne s'agit pas d'une simple autobiographie, mais « d'une cosmogonie sacrée ». Il ne faut pas appréhender cette œuvre de Genet comme une simple description des différentes étapes de sa vie de vagabond, de voleur et d'homosexuel. Il donne à entendre tout son travail d'analyse sur l'esthétique, sur le poids des gestes et des mots de ses compagnons de route. Son vocabulaire varie entre des termes argotiques et des termes complexes rendant avec une extrême précision ce que les sens perçoivent. C'est un poète qui dévoile ici son penchant, voire sa part narcissique. Plusieurs lectures sont nécessaires afin de comprendre clairement la relation qu'il établit entre ce narcissisme et le caractère sacré qu'il entend donner à son existence.
L'essai philosophique de Sartre Saint Genet, comédien et martyr se base en grande partie sur cette oeuvre.